# Thallarcha sparsanella
Thallarcha sparsanella là một loài bướm đêm thuộc phân họ Arctiinae, họ Erebidae.